# Cambarus conasaugaensis
Cambarus conasaugaensis är en kräftdjursart som beskrevs av Hobbs och Hobbs III 1962. Cambarus conasaugaensis ingår i släktet Cambarus och familjen Cambaridae. IUCN kategoriserar arten globalt som otillräckligt studerad. Inga underarter finns listade i Catalogue of Life.